# South Platte
De South Platte is een van de twee rivieren die de Platte in de Amerikaanse deelstaat Nebraska vormen. De andere, de North Platte, is significant groter dan de South Platte. De South Platte ontstaat in de staat Colorado in de Colorado Rocky Mountains ten zuidwesten van Denver. Vervolgens stroomt de rivier door Denver (de hoofdplaats van de staat Colorado) en voegt zich ter hoogte van de stad North Platte bij de North Platte te voegen en vormt zo de Platte.
Het stroomgebied van de South Platte omvat een groot deel van de oostelijke flank van de Colorado Rockies, een groot deel van de uitlopers van het gebergte en van de Plains in het oosten van de staat Colorado en een deel van het zuidoosten van de staat Wyoming rond de hoofdstad Cheyenne. De South Platte zorgt voor het gros van het drinkwater van het oostelijke deel van de staat Colorado. In de vallei van de South Platte aan de voet van de Rockies is er door het aangevoerde water landbouw mogelijk in een gebied dat anders te droog zou zijn voor landbouw omwille van de beperkte neerslag.

## Naam
De indianen noemden de Platte de Nebraska. Die naam betekent vlak water. De Fransen vertaalden dat in rivière plate. De twee voedende rivieren kregen ook die naam voorafgegaan door North en South in functie van hun respectievelijke ligging ten opzichte van elkaar.

## Loop

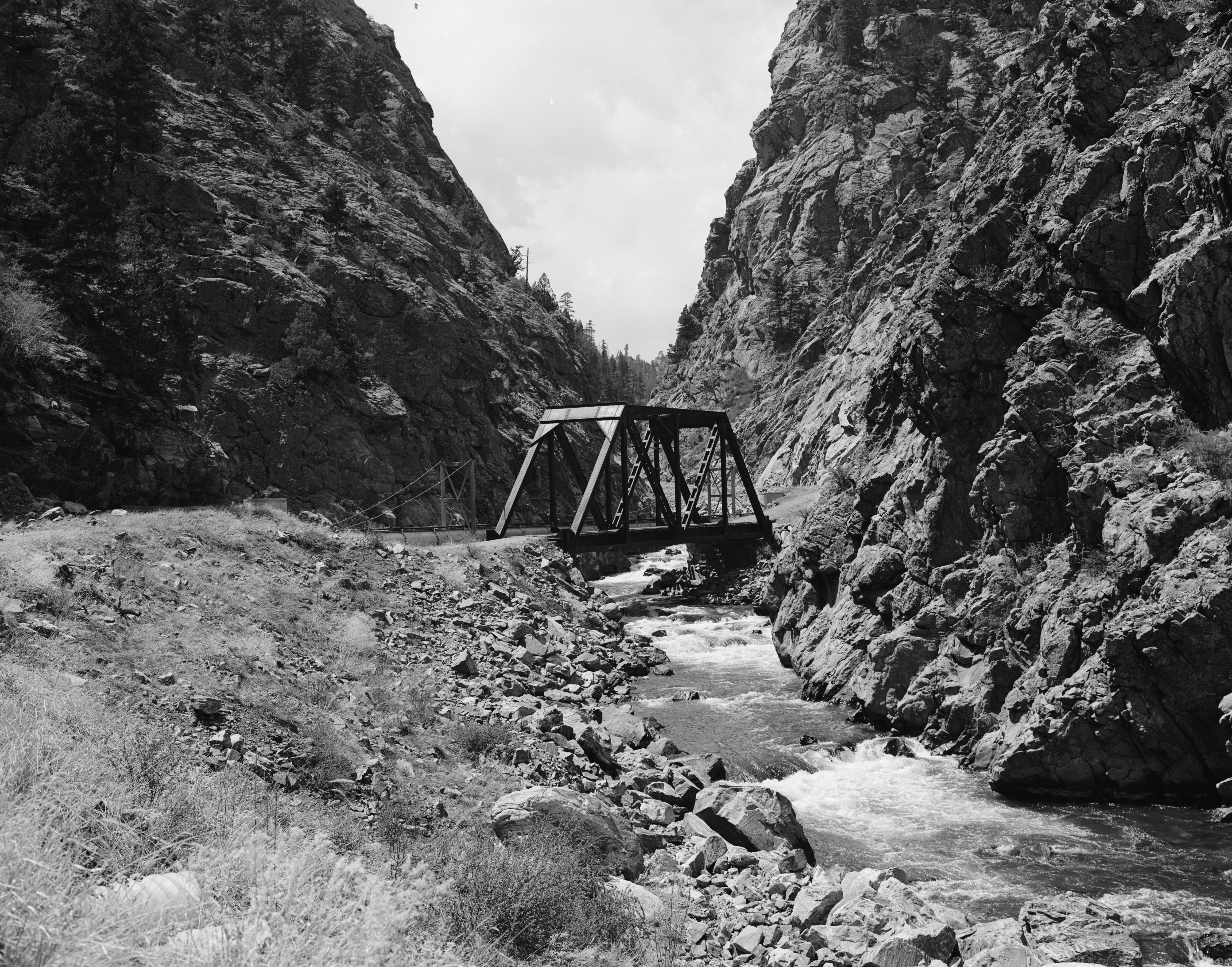
Platte Canyon omstreeks 1978

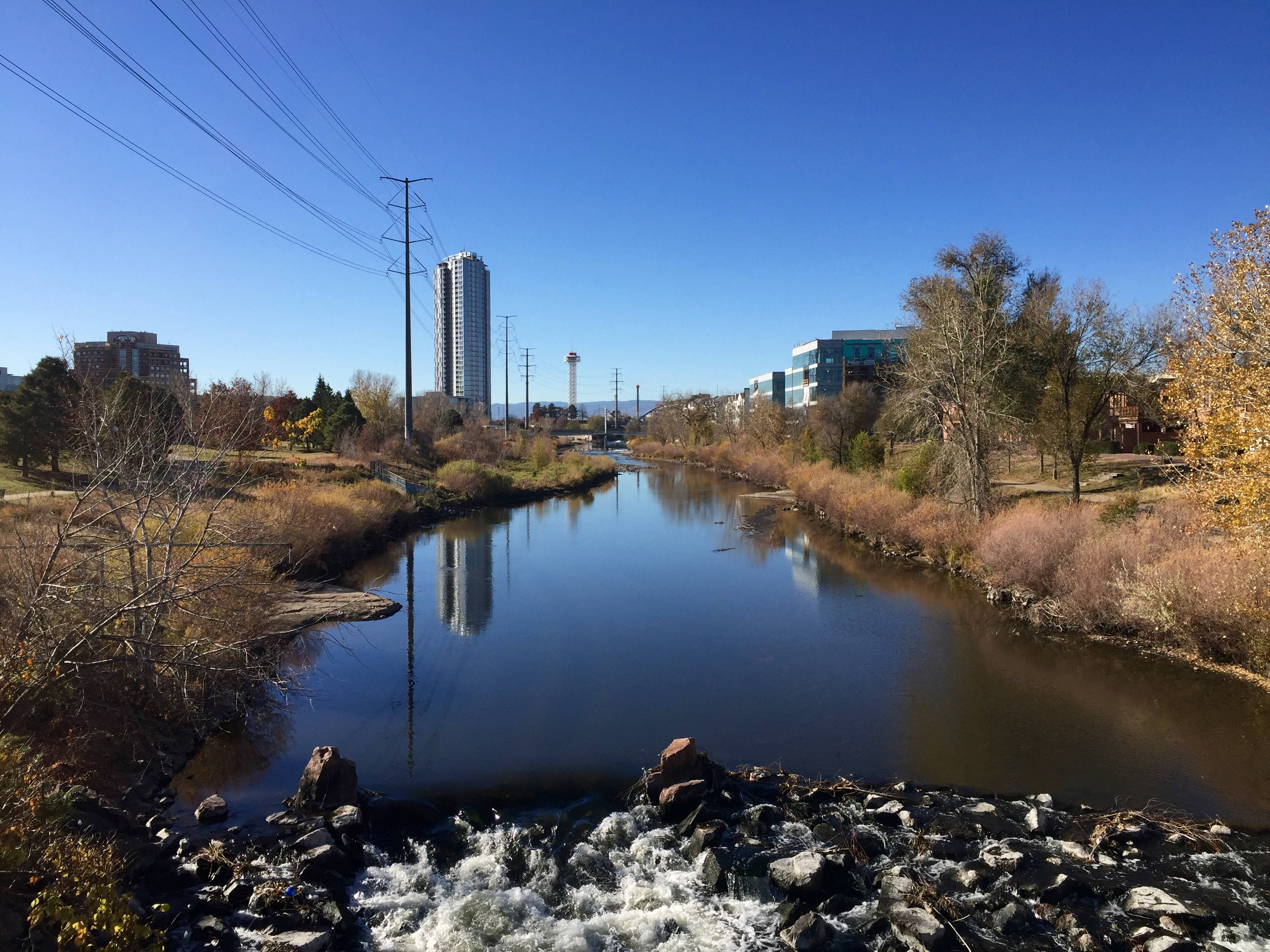
De South Platte in Denver in 2017

De rivier ontstaat in Park County (Colorado) door de samenvloeiing van de South Fork en Middle Fork van de South Platte. Na de passage van grasvlaktes van South Park gaat de rivier door de 80 kilometer lange Platte Canyon. In het laatste deel van deze kloof mondt de North Fork van de South Platte uit in de rivier. Waar de rivier het gebergte verlaat, is er een stuwdam gebouwd met erachter het Chatfield Reservoir. Dit stuwmeer is een belangrijke bron van drinkwater voor de grootstad Denver. Vervolgens stroomt de rivier door Denver. Denver werd gesticht op de oevers van de South Platte.
- Library of Congress Control Number: sh85125595
- National Archives and Records Administration: 10044148
- Nationale Bibliotheek van Israël: 987007560969505171
- Virtual International Authority File: 315144759